# Palatul Primăriei din Sibiu
Palatul Primăriei Sibiu, mai demult Banca de Credit Funciar din Sibiu, este un monument istoric aflat în Piața Mare din Sibiu.

## Galerie

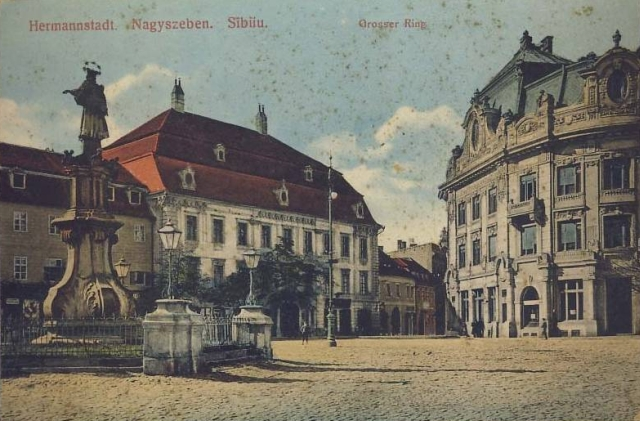
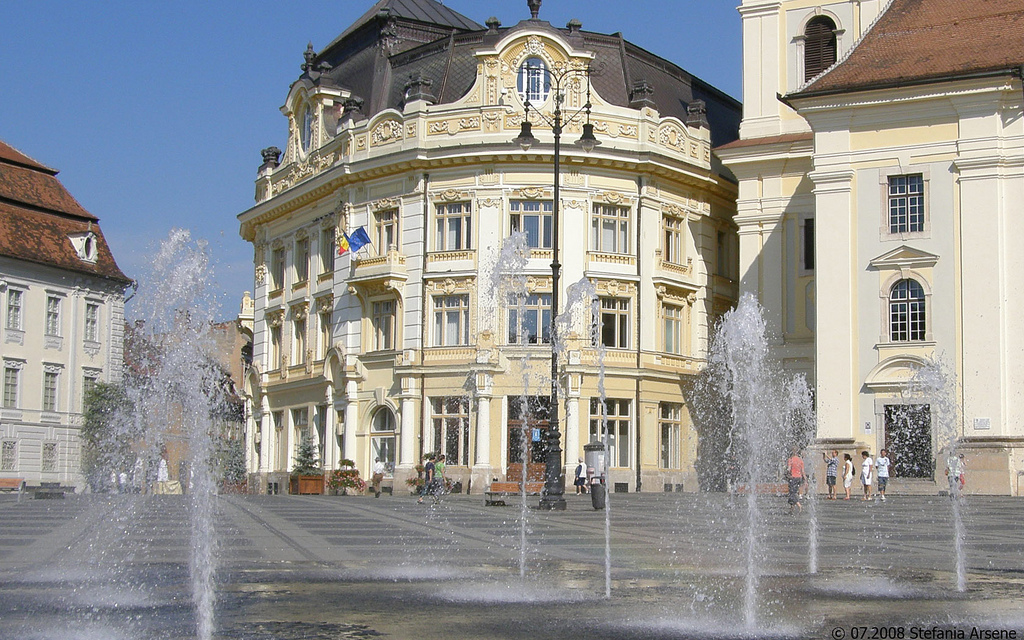
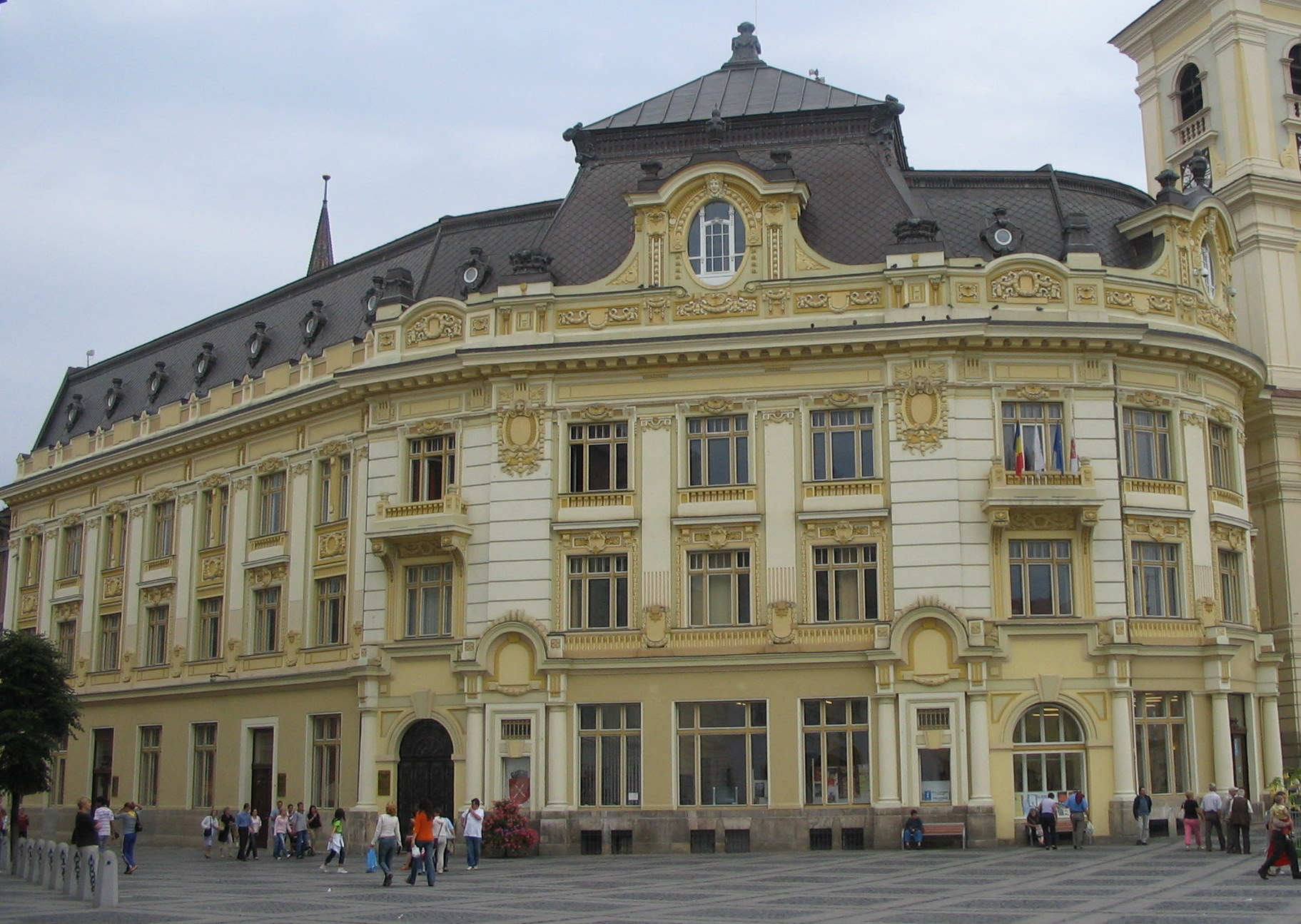
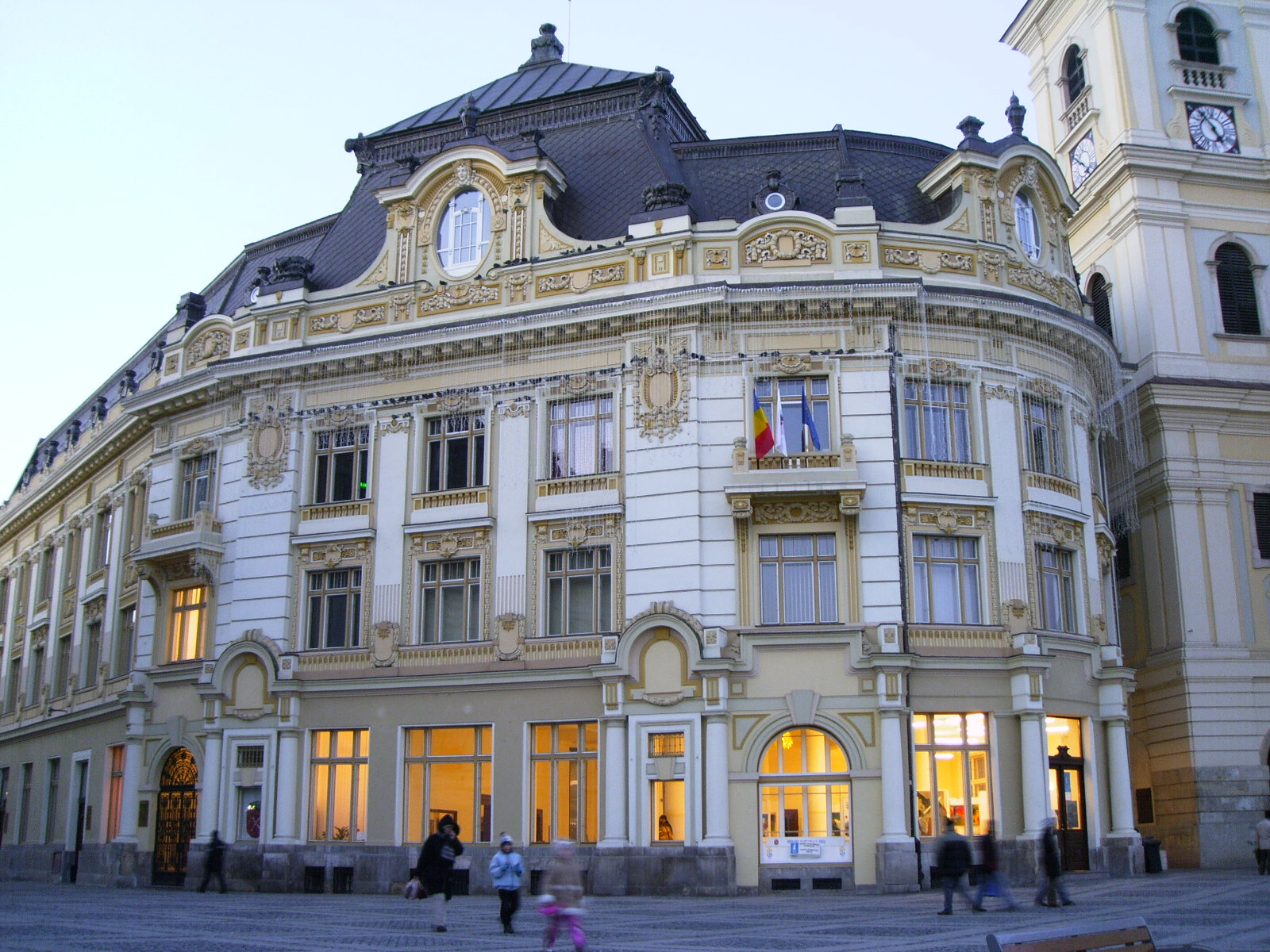
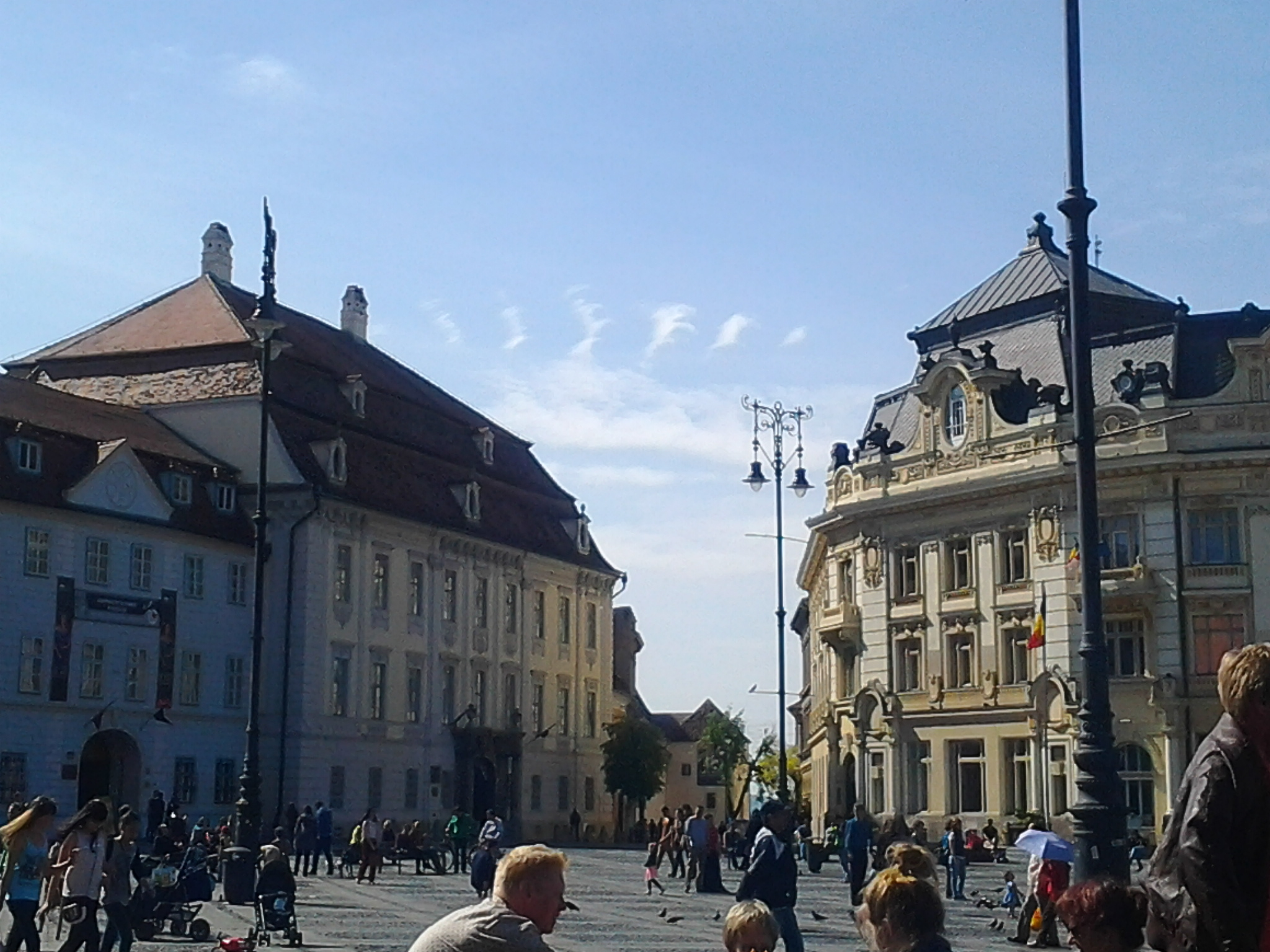
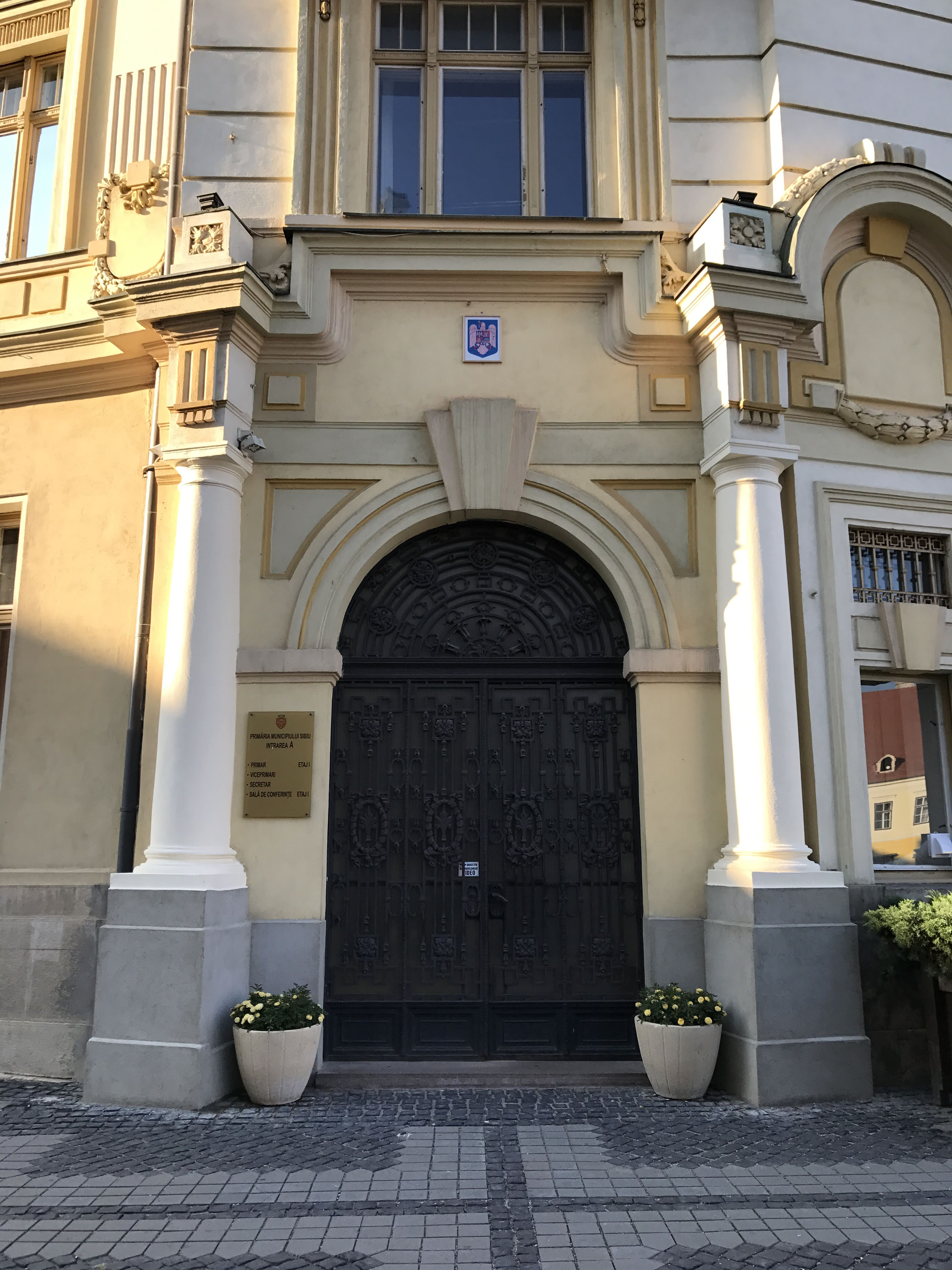

## Legături externe
Materiale media legate de Fosta Bancă de Credit Funciar din Sibiu la Wikimedia Commons